# Византийский Пентаполь
Пентаполь, или Пятиградье (греч. Πεντάπολις, лат. Pentapolis, итал. Pentapoli bizantina) — название двух провинций византийской Италии, входивших в состав Равеннского экзархата.
Морской Пентаполь (Pentapolis Marittima), располагался южнее Равеннской области вдоль Адриатического побережья, и включал пять адриатических городов-портов — Римини, Пезаро, Фано, Сенигаллию и хорошо укреплённую Анкону), расположенные в прибрежной полосе между устьями рек Мареккья и Миско. В исторической литературе под названием Пентаполь обычно подразумевается именно он.
Внутренний («Средиземный») Пентаполь (Pentapolis Mediterranea) — область в Средней Италии, примыкавшая с запада к Морскому Пентаполю, и включавшая города Иези, Кальи, Губбио, Фоссомброне и Урбино, к которым позднее присоединился Озимо.
Со временем, Равеннский экзархат, включавший Пятиградье и Византийский коридор, получил значительную самостоятельность и с конце VII века даже имел собственное пентаполитанское войско.
Во главе византийских провинций стояли руководители, носившие титулы дуксов и военных магистров. Во второй половине VII — начале VIII в Италии сложилась система дукатов, провинций, возглавлявшихся дуксами, подчиненными экзарху. В Пентаполе существовал дукат с центром в Римини. Регион являлся оплотом романского сопротивления нашествию лангобардов.
В 727 лангобардский король Лиутпранд захватил оба Пентаполя. В последующие годы византийцы, вероятно, сумели вернуть часть территории, но после взятия Равенны (751) король Айстульф, как полагают, захватил в 751—752 Морской Пентаполь. В 756 он передал города Форли, Форлимпополи, Чезену, Римини, Пезаро, Фано, Сенигаллию римскому папе.
Оба Пентаполя входили в состав Пипинова дара, но фактически находились под контролем франкских королей, а затем германских императоров, и позднее вошли в состав Анконской марки.